# Schloss Dornbach
Schloss Dornbach är ett slott i Österrike.   Det ligger i distriktet Spittal an der Drau och förbundslandet Kärnten, i den centrala delen av landet, 260 km sydväst om huvudstaden Wien. Schloss Dornbach ligger 797 meter över havet.
Terrängen runt Schloss Dornbach är bergig åt sydväst, men åt nordost är den kuperad. Schloss Dornbach ligger nere i en dal. Närmaste större samhälle är Seeboden, 14,6 km söder om Schloss Dornbach. 
Trakten runt Schloss Dornbach består i huvudsak av gräsmarker. Runt Schloss Dornbach är det ganska glesbefolkat, med 29 invånare per kvadratkilometer.